# Jóhanna Margrét Sigurðardóttir
Jóhanna Margrét Sigurðardóttir (* 12. Juni 2002 in Reykjavík, Island) ist eine isländische Handballspielerin, die für die isländische Nationalmannschaft aufläuft.

## Karriere

### Im Verein
Jóhanna Margrét Sigurðardóttir spielte beim isländischen Verein HK Kópavogur. In der Saison 2018/19 lief die Rückraumspielerin für den norwegischen Verein NTG Kongsvinger auf, bei dem sie sowohl dem Kader der U-16-Mannschaft als auch dem Kader der in der dritthöchsten norwegischen Spielklasse antretenden Damenmannschaft angehörte. Anschließend kehrte sie zu HK Kópavogur zurück. Nachdem Jóhanna Margrét Sigurðardóttir bis Februar 2020 77 Treffer in 14 Erstligaspielen erzielt hatte, zog sie sich einen Kreuzbandriss zu und musste pausieren. In der Saison 2021/22 wurde sie mit 127 Treffern Torschützenkönigin in der höchsten isländischen Spielklasse. Im Sommer 2022 schloss sie sich dem schwedischen Erstligisten Önnereds HK an. Mit der U-21-Mannschaft von Önnereds HK gewann sie im Juli 2022 den Partille Cup, das weltweit größte Jugendhandballturnier. Da sich die Rechtshänderin nicht bei Önnereds HK etablieren konnte, wechselte sie noch im Oktober desselben Jahres zum schwedischen Erstligisten Skara HF. Im Sommer 2024 wechselte sie zum Ligakonkurrenten Kristianstad HK. Seit der Saison 2025/26 steht sie beim isländischen Verein Haukar Hafnarfjörður unter Vertrag.

### In Auswahlmannschaften
Jóhanna Margrét Sigurðardóttir nahm mit der isländischen Jugendnationalmannschaft an der EHF U-17-Championship 2019 teil, einem Wettbewerb für Nationalmannschaften, die sich nicht für die U-17-Europameisterschaft qualifizieren konnten. Mit Island belegte sie den zweiten Platz. Zwei Jahre später belegte sie mit der isländischen Juniorinnenauswahl den fünften Platz bei der EHF U-19-Championship 2021. Nachdem die Rechtshänderin anschließend dem Kader der isländischen B-Nationalmannschaft angehört hatte, rückte sie später in den Kader der A-Nationalmannschaft. Mit der isländischen A-Nationalmannschaft nahm sie bislang nur an der Weltmeisterschaft 2023 teil und schloss das Turnier auf dem 25. Platz ab. Jóhanna Margrét Sigurðardóttir stand in fünf Partien im Kader der isländischen Auswahl, kam jedoch nur in einem Spiel zum Einsatz.